# بدوطر بيضوي
بدوطر بيضوي (الاسم العلمي:Bodotria ovalis) هو نوع من المفصليات يتبع جنس البدوطر من الفصيلة البدوطرية.